# Zweno
Koło Polityczne „Zweno” (bułg. Политически кръг "Звено"; звено tłum. się jako „ogniwo” lub „sekcja”) – społeczno–polityczna organizacja istniejąca w Bułgarii w latach 1927–1949. Poglądy i cele KP „Zweno” kilkakrotnie ulegały zmianom. W 1934 organizacja przeprowadziła wraz ze Związkiem Wojskowym zamachu stanu w kraju i przez rok sprawowała rządy autorytarne. W czasie II wojny światowej i po jej zakończeniu KP „Zweno” współtworzyło Front Ojczyźniany.

## Powstanie KP „Zweno” i jego cele
KP „Zweno” zostało utworzone w kwietniu 1927 przez grupę intelektualistów, na czele których stał Dimo Kazasow. Członkowie Koła, których liczba nie przekraczała kilkuset, byli w większości przedstawicielami inteligencji bułgarskiej, wojskowymi i politykami. Ci ostatni rekrutowali się z różnych partii politycznych (poza komunistyczną) przy czym uczestnictwo w KP „Zweno” nie wiązało się z utratą ich dotychczasowej przynależności partyjnej.
Podstawowym zadaniem, jakie postawili sobie założyciele KP „Zweno”, było zapobiegnięcie zgrupowaniu się bułgarskich sił politycznych w dwa wrogie sobie obozy i skoncentrowanie uwagi polityków na społeczno-ekonomicznych i kulturalnych problemach kraju. Koło sprzeciwiło się bezkarnym (z powodu braku adekwatnych działań ze strony rządu) działaniom podejmowanym przez Wewnętrzną Macedońską Organizację Rewolucyjną w tzw. Macedonii Pirińskej, które prowadziły do bratobójczych walk wśród jej członków należących do zwalczających się wzajemnie frakcji i częstych zabójstw politycznych w Bułgarii.

## Przewrót majowy
W ciągu kilku lat po założeniu Koła wśród jego członków wykrystalizowała się ideologia odrzucenia tradycyjnej demokracji parlamentarnej (obowiązującej w kraju na mocy Konstytucji Tyrnowskiej) i dążenia do ustanowienia silnej, ponadpartyjnej władzy autorytarnej. W okresie sprawowania rządów przez Blok Narodowy (1931–1934) wokół KP „Zweno” skupili się niezadowoleni z polityki rządu działacze partii burżuazyjnych oraz większa część zarządu wpływowego Związku Wojskowego, który zrzeszał bułgarskich oficerów. Zróżnicowanie polityczne i społeczne w obrębie Koła doprowadziło do tarć i konfliktów, w efekcie których w styczniu 1934 Dimo Kazasow wraz z grupą zwolenników wystąpili z niego i przyłączyli się do Narodowego Ruchu Socjalnego profesora Aleksandyra Cankowa. Na czele KP „Zweno” stanął były wojskowy i minister Kimon Georgiew. 19 maja 1934 wspierani przez armię aktywiści Koła dokonali zamachu stanu i przejęli władzę.

## Rząd Kimona Georgijewa (1934–1935)
Po przejęciu władzy Koło utworzyło rząd, na czele którego stanął Kimon Georgijew. Oprócz działaczy „Zwena” i wojskowych weszli do niego także ludowcy z prawicowej frakcji BLZCh oraz zwolennicy Narodowego Ruchu Cankowa. Przewrotowcy unieważnili Konstytucję Tyrnowską i rozwiązali Zgromadzenie Narodowe, likwidując w ten sposób system parlamentarny i zastępując go systemem rządów autorytarnych. Rząd zdelegalizował wszystkie partie polityczne i związki zawodowe w kraju, zaś KP „Zweno” zostało formalnie rozwiązane. Część jego członków kontynuowała działalność organizacji w podziemiu.
Rząd Georgijewa nawiązał stosunki dyplomatyczne ze Związkiem Radzieckim, a swojego sojusznika na Bałkanach upatrywał w Jugosławii.

## Obalenie rządu Georgijewa
Ponieważ część działaczy wywodzących się z KP „Zweno” i Związku Wojskowego głosiła poglądy republikańskie, przewrót majowy nosił znamiona antymonarchistycznego, mimo iż postulat obalenia monarchii nie został formalnie postawiony. Z tego powodu car Borys III był przeciwny rządowi Georgijewa. W styczniu 1935, z pomocą wiernych mu oficerów należących do Związku Wojskowego, Borys III wymusił dymisję gabinetu i powierzył misję utworzenia nowego rządu generałowi Penczowi Złatewowi. Kilka miesięcy później odsunął od władzy również Złatewa, nominując na stanowisko premiera lojalnego wobec siebie Andreja Toszewa. Tym samym działacze KP „Zweno” utracili władzę i znaleźli się w opozycji wobec cara.
Jeszcze przed wybuchem wojny członkowie KP „Zweno” zmienili część swoich poglądów politycznych, rezygnując m.in. z dążenia do autorytaryzmu i akceptując ideę demokracji parlamentarnej. Zwolennicy Koła włączyli się do tzw. Frontu Narodowego, który usiłował zapobiec udziałowi Bułgarii w nadchodzącym konflikcie zbrojnym. Do „Zwena” przyłączyli się niektórzy byli aktywiści WMRO z tzw. frakcji Protogerowa.

## KP „Zweno” w czasieII wojny światowej
Po wybuchu II wojny światowej KP „Zweno” opowiedziało się przeciwko udziałowi kraju w konflikcie. Kiedy rząd Fiłowa zdecydował o przystąpieniu Bułgarii do paktu trzech, działacze „Zwena” zaangażowali się w ruch oporu przeciwko monarsze. We wrześniu 1943 Koło włączyło się do Frontu Ojczyźnianego zainicjowanego przez Bułgarską Partię Robotniczą. Aktywiści „Zwena” wzięli udział w przygotowaniu zamachu stanu przeprowadzonego 9 września 1944, a po obaleniu rządu współtworzyli koalicyjny gabinet, na czele którego stanął Kimon Georgijew. 1 października 1944 Koło oficjalnie wznowiło zawieszoną od 1934 działalność organizacyjną i przemianowało się na Związek Narodowy „Zweno” (bułg. Народен съюз "Звено").

## Związek Narodowy „Zweno” po zakończeniu II wojny światowej
Po 9 września 1944 działacze Związku współtworzyli z komunistami i ludowcami kilka kolejnych gabinetów rządowych. W tym okresie w „Zwenie” wyodrębniły się trzy nurty: 
- prawicowy, na czele którego stał Wasyl Jurukow i który był przeciwny tzw. władzy ludowej i zacieśnianiu współpracy z Bułgarską Partią Robotniczą (komuniści),
- centrowy, w którym główną rolę odgrywał lojalny wobec Frontu Ojczyźnianego Kimon Georgijew,
- lewicowy, na czele którego stali T. Dobrosławski i T. Trofinow. Nurt ten był kontrolowany przez komunistów z Bułgarskiej Partii Robotniczej (komuniści) i opowiadał się przeciwko prawicowcom skupionym wokół Jurukowa.

W 1946 Związek Narodowy „Zweno” przyjął nowy program Frontu Ojczyźnianego, który zakładał budowę socjalizmu według modelu stalinowskiego. W lutym 1949, podczas konferencji partyjnej, działacze „Zwena” zdecydowali o samorozwiązaniu organizacji. Byłym członkom zalecono wstąpienie do Frontu Ojczyźnianego. Tym samym Związek przestał istnieć na bułgarskiej scenie politycznej.

## Organy prasowe „Zwena”
- czasopismo „Zweno” (1928–1934)
- gazeta „Izgrew” (bułg. Изгрев, czyli w tłum. „Wschód Słońca”) (1932–1934 i 1944–1949)
- czasopismo „Brazda” (bułg. Бразда, czyli w tłum. „Bruzda”) (1936–1942 i 1945–1948)